# Barry Van Dyke
Barry Wayne Van Dyke (ur. 31 lipca 1951 w Atlancie) – amerykański aktor telewizyjny i filmowy, scenarzysta, reżyser i prezenter. Jest drugim synem znanego amerykańskiego aktora i prezentera Dicka Van Dyke’a i Marjorie (z domu Willett) Van Dyke. Grał wraz ze swoim ojcem w trzech serialach telewizyjnych: The Van Dyke Show (1988), Diagnoza morderstwo (1993), Murder 101 (2006).

## Filmografia
- 1980: Statek miłości (The Love Boat) jako Scott Hanson
- 1980: Galactica 1980 jako podporucznik Dillon
- 1982: Remington Steele jako Creighton Phillips
- 1983: Magnum jako Duke Davis
- 1983: Statek miłości (The Love Boat) jako Joey Gardiner
- 1984: Drużyna A (The A-Team) jako dr Brian Lefcourt – archeolog
- 1984: Diukowie Hazzardu (The Dukes of Hazzard) jako Brock Curtis
- 1985: Statek miłości (The Love Boat) jako Roger DeConte
- 1986: T.J. Hooker jako George Collins
- 1986: Statek miłości (The Love Boat) jako Brandon Cobb
- 1987: Airwolf jako St. John Hawke
- 1990: Pełna chata (Full House) jako Eric Trent
- 1990: Napisała: Morderstwo (Murder, She Wrote) jako Buddy Black
- 1992: Diagnoza morderstwo (Diagnosis Murder) jako Steve Sloan
- 1993–2002: Diagnoza morderstwo (Diagnosis Murder) jako detektyw Steve Sloan
- 2006: Kolejne morderstwo (Murder 101) jako Mike Bryant